# Stadtbefestigung Horn

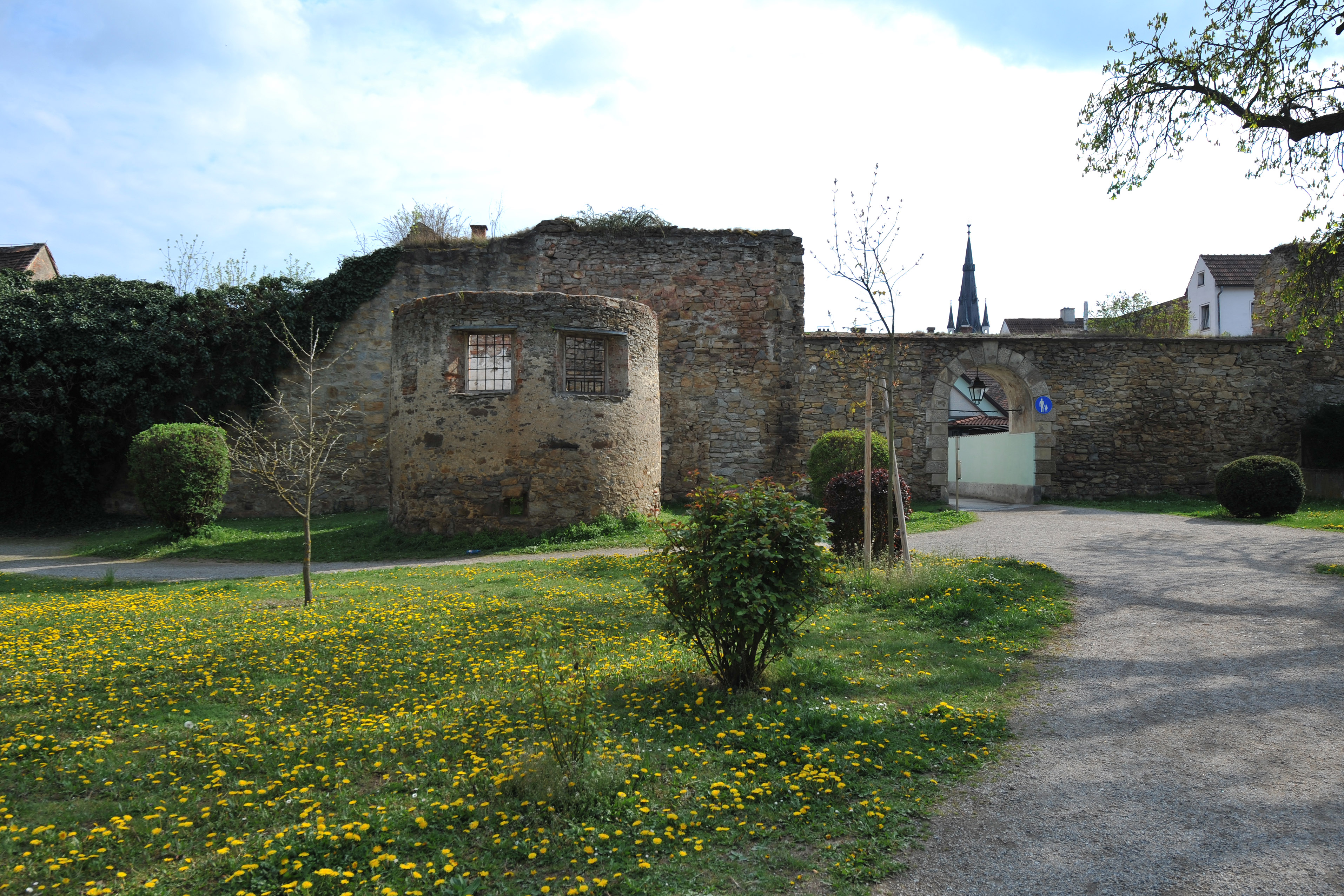
Nördliche Stadtmauer in Horn, vorne gerundeter Wehrturm vor dem ehemaligen Zwinger, später ausgebrochener rundbogiger Durchgang

Die Stadtbefestigung Horn umfasst die Altstadt der Stadtgemeinde Horn im Bezirk Horn in Niederösterreich. Die Reste der Stadtmauern stehen unter Denkmalschutz (Listeneintrag).

## Geschichte
Die Stadtbefestigung wurde 1304 urkundlich genannt. Die Stadtmauern wurden im 15. Jahrhundert erweitert und zeigen sich heute mit Verbesserungen im 16. und 17. Jahrhundert. Der Stadtturm unterm Bad wurde 1594 erbaut.

## Stadtbefestigung
Die innere Ringmauer mit den Wehrtürmen ist weitgehend, teils auch mit dem Zwinger, erhalten. Die Stadtmauer zeigt sich als bis 8 m hohe Bruchsteinmauer mit Rechteckzinnen mit Scharten, Reste des Zwinger vor der nördlichen Stadtmauer. Vielfach sind die Befestigung überbaut, im Bereich des Bürgerspitals, des Schlosses und des Piaristenkloster wurde die Stadtmauer als Subkonstruktion verbaut.
Es gab drei Stadttore:
- Im Westen das Prager Tor, auch Taffator, 1895 demoliert.
- Im Osten das Wiener Tor, auch Teichtor, 1863 demoliert.
- Im Norden beim Rathausplatz Raaber Tor, auch Mödringertor, 1347 genannt, 1867 demoliert.